# Shanelle Workman
Shanelle Workman (ur. 3 sierpnia 1978 w Fairfax) – amerykańska aktorka.

## Filmografia
- 2006: Even Money jako Jill
- 2005: Jump Shot jako Jill
- 2005, 2013: Moda na sukces (The Bold and the Beautiful) jako Gaby
- 2003–2004: Tylko jedno życie (One Life to Live) jako Sarah 'Flash' Roberts #4
- 2002: The Biggest Fan jako Charlotte
- 1993: Magiczna deskorolka (The Skateboard Kid) jako Jenny
- 1992: Tequila i Bonetti (Tequila and Bonetti) jako Kate (gościnnie)
- 1991-1992: Eerie, Indiana, czyli Dziwne Miasteczko (Eerie, Indiana) jako Sara Bob (gościnnie)
- 1991-1998: Krok za krokiem (Step by Step) jako Jill (gościnnie)
- 1988-1998: Murphy Brown jako Siostra Franka (gościnnie)